# Brandon Slay
Brandon Slay, född den 14 oktober 1975 i Amarillo, Texas, är en amerikansk brottare som tog OS-guld i welterviktsbrottning i fristilsklassen 2000 i Sydney.